# قائمة وزراء الزراعة (مصر)
تعاقب على تولي وزارة الزراعة واستصلاح الأراضي بمسمياتها المختلفة عدة وزراء خلال سلسلة التشكيلات الوزارية في مصر.:405:425

## القائمة
| الناظر / الوزير | اسم النظارة / الوزارة                               | الفترة         | الفترة         | النظارة / الحكومة                                                                      | رئيس مجلس النظار / الوزراء |
| الناظر / الوزير | اسم النظارة / الوزارة                               | من             | إلى            | النظارة / الحكومة                                                                      | رئيس مجلس النظار / الوزراء |
| --- | --------------------------------------------------- | -------------- | -------------- | -------------------------------------------------------------------------------------- | -------------------------- |
| محمد محب باشا | نظارة الزراعة                                       | 20 نوفمبر 1913 | 5 أبريل 1914   | نظارة محمد سعيد باشا الأولى                                                            | محمد سعيد باشا             |
| إسماعيل صدقي باشا | نظارة الزراعة                                       | 5 أبريل 1914   | 19 ديسمبر 1914 | نظارة حسين رشدي باشا الأولى                                                            | حسين رشدي باشا             |
| أحمد حلمي باشا | وزارة الزراعة                                       | 19 ديسمبر 1914 | 9 أبريل 1919   | وزارة حسين رشدي باشا الثانية                                                           | حسين رشدي باشا             |
| أحمد حلمي باشا | وزارة الزراعة                                       | 19 ديسمبر 1914 | 9 أبريل 1919   | وزارة حسين رشدي باشا الثالثة                                                           | حسين رشدي باشا             |
| أحمد مدحت يكن باشا | وزارة الزراعة                                       | 9 أبريل 1919   | 22 أبريل 1919  | وزارة حسين رشدي باشا الرابعة                                                           | حسين رشدي باشا             |
| عبد الرحيم صبري باشا | وزارة الزراعة                                       | 20 مايو 1919   | 20 نوفمبر 1919 | وزارة محمد سعيد باشا الثانية                                                           | محمد سعيد باشا             |
| محمد شفيق باشا | وزارة الزراعة                                       | 20 نوفمبر 1919 | 21 مايو 1920   | وزارة يوسف وهبة باشا                                                                   | يوسف وهبة باشا             |
| يوسف سليمان باشا | وزارة الزراعة                                       | 21 مايو 1920   | 16 مارس 1921   | وزارة محمد توفيق نسيم باشا الأولى                                                      | محمد توفيق نسيم باشا       |
| نجيب بطرس غالي باشا | وزارة الزراعة                                       | 16 مارس 1921   | 24 ديسمبر 1921 | وزارة عدلي يكن باشا الأولى                                                             | عدلي يكن باشا              |
| محمد شكري باشا | وزارة الزراعة                                       | 1 مارس 1922    | 29 نوفمبر 1922 | وزارة عبد الخالق ثروت باشا الأولى                                                      | عبد الخالق ثروت باشا       |
| أحمد علي باشا | وزارة الزراعة                                       | 30 نوفمبر 1922 | 9 فبراير 1923  | وزارة محمد توفيق نسيم باشا الثانية                                                     | محمد توفيق نسيم باشا       |
| فوزي جورجي المطيعي باشا | وزارة الزراعة                                       | 15 مارس 1923   | 27 يناير 1924  | وزارة يحيى إبراهيم باشا                                                                | يحيي إبراهيم باشا          |
| محمد فتح الله بركات باشا | وزارة الزراعة                                       | 28 يناير 1924  | 25 أكتوبر 1924 | وزارة سعد زغلول باشا                                                                   | سعد زغلول باشا             |
| محمد سعيد باشا | وزارة الزراعة                                       | 25 أكتوبر 1924 | 24 نوفمبر 1924 | وزارة سعد زغلول باشا                                                                   | سعد زغلول باشا             |
| محمد السيد أبو علي باشا | وزارة الزراعة                                       | 24 نوفمبر 1924 | 13 مارس 1925   | وزارة أحمد زيور باشا الأولى                                                            | أحمد زيور باشا             |
| توفيق دوس بك | وزارة الزراعة                                       | 13 مارس 1925   | 7 يونيو 1926   | وزارة أحمد زيور باشا الثانية                                                           | أحمد زيور باشا             |
| محمد فتح الله بركات باشا | وزارة الزراعة                                       | 7 يونيو 1926   | 16 مارس 1928   | وزارة عدلي يكن باشا الثانية                                                            | عدلي يكن باشا              |
| محمد فتح الله بركات باشا | وزارة الزراعة                                       | 7 يونيو 1926   | 16 مارس 1928   | وزارة عبد الخالق ثروت باشا الثانية                                                     | عبد الخالق ثروت باشا       |
| محمد صفوت باشا | وزارة الزراعة                                       | 16 مارس 1928   | 25 يونيو 1928  | وزارة مصطفى النحاس باشا الأولى                                                         | مصطفى النحاس باشا          |
| نخلة المطيعي باشا | وزارة الزراعة                                       | 25 يونيو 1928  | 2 أكتوبر 1929  | وزارة محمد محمود باشا الأولى                                                           | محمد محمود باشا            |
| واصف سميكة باشا | وزارة الزراعة                                       | 3 أكتوبر 1929  | 1 يناير 1930   | وزارة عدلي يكن باشا الثالثة                                                            | عدلي يكن باشا              |
| محمد صفوت باشا | وزارة الزراعة                                       | 1 يناير 1930   | 19 يونيو 1930  | وزارة مصطفى النحاس باشا الثانية                                                        | مصطفى النحاس باشا          |
| حافظ حسن باشا | وزارة الزراعة                                       | 19 يونيو 1930  | 27 سبتمبر 1933 | وزارة إسماعيل صدقي باشا الأولى                                                         | إسماعيل صدقي باشا          |
| حافظ حسن باشا | وزارة الزراعة                                       | 19 يونيو 1930  | 27 سبتمبر 1933 | وزارة إسماعيل صدقي باشا الثانية                                                        | إسماعيل صدقي باشا          |
| علي المنزلاوي بك | وزارة الزراعة                                       | 27 سبتمبر 1933 | 14 نوفمبر 1934 | وزارة عبد الفتاح يحيي باشا                                                             | عبد الفتاح يحيي باشا       |
| كامل إبراهيم بك | وزارة الزراعة                                       | 14 نوفمبر 1934 | 30 يناير 1936  | وزارة محمد توفيق نسيم باشا الثالثة                                                     | محمد توفيق نسيم باشا       |
| صادق وهبة باشا | وزارة الزراعة                                       | 30 يناير 1936  | 9 مايو 1936    | وزارة علي ماهر باشا الأولى                                                             | علي ماهر باشا              |
| أحمد حمدي سيف النصر بك | وزارة الزراعة                                       | 9 مايو 1936    | 1 أغسطس 1937   | وزارة مصطفى النحاس باشا الثالثة                                                        | مصطفى النحاس باشا          |
| محمد محمود خليل بك | وزارة الزراعة                                       | 1 أغسطس 1937   | 30 ديسمبر 1937 | وزارة مصطفى النحاس باشا الرابعة                                                        | مصطفى النحاس باشا          |
| مراد وهبة باشا | وزارة الزراعة                                       | 30 ديسمبر 1937 | 27 أبريل 1938  | وزارة محمد محمود باشا الثانية                                                          | محمد محمود باشا            |
| رشوان محفوظ باشا | وزارة الزراعة                                       | 27 أبريل 1938  | 18 أغسطس 1939  | وزارة محمد محمود باشا الثالثة                                                          | محمد محمود باشا            |
| رشوان محفوظ باشا | وزارة الزراعة                                       | 27 أبريل 1938  | 18 أغسطس 1939  | وزارة محمد محمود باشا الرابعة                                                          | محمد محمود باشا            |
| محمد توفيق الحفناوي بك | وزارة الزراعة                                       | 18 أغسطس 1939  | 27 يونيو 1940  | وزارة علي ماهر باشا الثانية                                                            | علي ماهر باشا              |
| أحمد عبد الغفار بك | وزارة الزراعة                                       | 27 يونيو 1940  | 31 يوليو 1941  | وزارة حسن صبري باشا                                                                    | حسن صبري باشا              |
| أحمد عبد الغفار بك | وزارة الزراعة                                       | 27 يونيو 1940  | 31 يوليو 1941  | وزارة حسين سري باشا الأولى                                                             | حسين سري باشا              |
| محمد راغب عطية بك | وزارة الزراعة                                       | 31 يوليو 1941  | 4 فبراير 1942  | وزارة حسين سري باشا الثانية                                                            | حسين سري باشا              |
| عبد السلام فهمي محمد جمعة باشا | وزارة الزراعة                                       | 4 فبراير 1942  | 31 مارس 1942   | وزارة مصطفى النحاس باشا الخامسة                                                        | مصطفى النحاس باشا          |
| محمد فؤاد سراج الدين | وزارة الزراعة                                       | 31 مارس 1942   | 2 يونيو 1943   | وزارة مصطفى النحاس باشا الخامسة                                                        | مصطفى النحاس باشا          |
| محمد فؤاد سراج الدين | وزارة الزراعة                                       | 31 مارس 1942   | 2 يونيو 1943   | وزارة مصطفى النحاس باشا السادسة                                                        | مصطفى النحاس باشا          |
| مصطفى نصرت | وزارة الزراعة                                       | 2 يونيو 1943   | 8 أكتوبر 1944  | وزارة مصطفى النحاس باشا السادسة                                                        | مصطفى النحاس باشا          |
| أحمد عبد الغفار باشا | وزارة الزراعة                                       | 8 أكتوبر 1944  | 15 فبراير 1946 | وزارة أحمد ماهر باشا الأولى                                                            | أحمد ماهر باشا             |
| أحمد عبد الغفار باشا | وزارة الزراعة                                       | 8 أكتوبر 1944  | 15 فبراير 1946 | وزارة أحمد ماهر باشا الثانية                                                           | أحمد ماهر باشا             |
| أحمد عبد الغفار باشا | وزارة الزراعة                                       | 8 أكتوبر 1944  | 15 فبراير 1946 | وزارة محمود فهمي النقراشي باشا الأولى                                                  | محمود فهمي النقراشي باشا   |
| حسين عنان باشا | وزارة الزراعة                                       | 16 فبراير 1946 | 9 ديسمبر 1946  | وزارة إسماعيل صدقي باشا الثالثة                                                        | إسماعيل صدقي باشا          |
| أحمد عبد الغفار باشا | وزارة الزراعة                                       | 9 ديسمبر 1946  | 28 ديسمبر 1948 | وزارة محمود فهمي النقراشي باشا الثانية                                                 | محمود فهمي النقراشي باشا   |
| عباس أبو حسين باشا | وزارة الزراعة                                       | 28 ديسمبر 1948 | 25 يوليو 1949  | وزارة إبراهيم عبد الهادي باشا                                                          | إبراهيم عبد الهادي باشا    |
| أحمد عبد الغفار باشا | وزارة الزراعة                                       | 25 يوليو 1949  | 3 نوفمبر 1949  | وزارة حسين سري باشا الثالثة                                                            | حسين سري باشا              |
| حسين عنان باشا | وزارة الزراعة                                       | 3 نوفمبر 1949  | 12 يناير 1950  | وزارة حسين سري باشا الرابعة                                                            | حسين سري باشا              |
| أحمد حمزة | وزارة الزراعة                                       | 12 يناير 1950  | 27 يناير 1952  | وزارة مصطفى النحاس باشا السابعة                                                        | مصطفى النحاس باشا          |
| صليب سامي باشا | وزارة الزراعة                                       | 27 يناير 1952  | 7 فبراير 1952  | وزارة علي ماهر باشا الثالثة                                                            | علي ماهر باشا              |
| ألفونس جريس بك | وزارة الزراعة                                       | 7 فبراير 1952  | 1 مارس 1952    | وزارة علي ماهر باشا الثالثة                                                            | علي ماهر باشا              |
| محمود عثمان غزالي باشا | وزارة الزراعة                                       | 1 مارس 1952    | 2 يوليو 1952   | وزارة أحمد نجيب الهلالي باشا الأولى                                                    | أحمد نجيب الهلالي باشا     |
| محمد علي الكيلاني بك | وزارة الزراعة                                       | 2 يوليو 1952   | 22 يوليو 1952  | وزارة حسين سري باشا الخامسة                                                            | حسين سري باشا              |
| حسين كامل الشيشيني باشا | وزارة الزراعة                                       | 22 يوليو 1952  | 23 يوليو 1952  | وزارة أحمد نجيب الهلالي باشا الثانية                                                   | أحمد نجيب الهلالي باشا     |
| الفونس جريس بك | وزارة الزراعة                                       | 24 يوليو 1952  | 7 سبتمبر 1952  | وزارة علي ماهر باشا الرابعة                                                            | علي ماهر باشا              |
| عبد العزيز عبد الله سالم | وزارة الزراعة                                       | 8 سبتمبر 1952  | 18 يونيو 1953  | وزارة محمد نجيب الأولى                                                                 | محمد نجيب                  |
| عبد الرازق صدقي | وزارة الزراعة                                       | 19 يونيو 1953  | 29 يونيو 1956  | وزارة محمد نجيب الثانية                                                                | محمد نجيب                  |
| عبد الرازق صدقي | وزارة الزراعة                                       | 19 يونيو 1953  | 29 يونيو 1956  | وزارة جمال عبد الناصر الأولى                                                           | جمال عبد الناصر            |
| عبد الرازق صدقي | وزارة الزراعة                                       | 19 يونيو 1953  | 29 يونيو 1956  | وزارة محمد نجيب الثالثة                                                                | محمد نجيب                  |
| عبد الرازق صدقي | وزارة الزراعة                                       | 19 يونيو 1953  | 29 يونيو 1956  | وزارة جمال عبد الناصر الثانية                                                          | جمال عبد الناصر            |
| عبد الرازق صدقي | الزراعة                                             | 29 يونيو 1956  | 3 نوفمبر 1957  | وزارة جمال عبد الناصر الثالثة                                                          | جمال عبد الناصر            |
| سيد مرعي | الدولة للإصلاح الزراعي                              | 29 يونيو 1956  | 3 نوفمبر 1957  | وزارة جمال عبد الناصر الثالثة                                                          | جمال عبد الناصر            |
| سيد مرعي | الزراعة والدولة للإصلاح الزراعي                     | 3 نوفمبر 1957  | 7 أكتوبر 1958  | وزارة جمال عبد الناصر الثالثة                                                          | جمال عبد الناصر            |
| سيد مرعي | الزراعة والدولة للإصلاح الزراعي                     | 3 نوفمبر 1957  | 7 أكتوبر 1958  | وزارة جمال عبد الناصر الرابعة                                                          | جمال عبد الناصر            |
| سيد مرعي "وزير الزراعة والإصلاح الزراعي بالوزارة المركزية" أحمد محمد المحروقي "وزير الزراعة بالمجلس التنفيذي" حسن أحمد البغدادي "وزير الإصلاح الزراعي بالمجلس التنفيذي" | الزراعة والإصلاح الزراعي                            | 7 أكتوبر 1958  | 16 أغسطس 1961  | وزارة نور الدين طراف (المجلس التنفيذي للإقليم المصري) - وزارة جمال عبد الناصر الخامسة  | جمال عبد الناصر            |
| سيد مرعي "وزير الزراعة والإصلاح الزراعي بالوزارة المركزية" أحمد محمد المحروقي "وزير الزراعة بالمجلس التنفيذي" حسن أحمد البغدادي "وزير الإصلاح الزراعي بالمجلس التنفيذي" | الزراعة والإصلاح الزراعي                            | 7 أكتوبر 1958  | 16 أغسطس 1961  | وزارة كمال الدين حسين (المجلس التنفيذي للإقليم المصري) - وزارة جمال عبد الناصر السادسة | جمال عبد الناصر            |
| سيد مرعي | الزراعة والإصلاح الزراعي                            | 16 أغسطس 1961  | 28 سبتمبر 1961 | وزارة جمال عبد الناصر السابعة                                                          | جمال عبد الناصر            |
| أحمد الحاج يونس | الدولة للزراعة وإصلاح الأراضي                       | 16 أغسطس 1961  | 28 سبتمبر 1961 | وزارة جمال عبد الناصر السابعة                                                          | جمال عبد الناصر            |
| أحمد جنيدي | الإصلاح الزراعي                                     | 16 أغسطس 1961  | 28 سبتمبر 1961 | وزارة جمال عبد الناصر السابعة                                                          | جمال عبد الناصر            |
| أحمد محمد المحروقي | الدولة للإصلاح الزراعي                              | 16 أغسطس 1961  | 28 سبتمبر 1961 | وزارة جمال عبد الناصر السابعة                                                          | جمال عبد الناصر            |
| محمد نجيب حشاد "وزير الزراعة" عبد المحسن أبو النور "وزير الإصلاح الزراعي وإصلاح الأراضي"                                                                                |                                                     | 18 أكتوبر 1961 | 25 مارس 1964   | وزارة جمال عبد الناصر الثامنة                                                          | جمال عبد الناصر            |
| محمد نجيب حشاد "وزير الزراعة" عبد المحسن أبو النور "وزير الإصلاح الزراعي وإصلاح الأراضي"                                                                                | وزارة علي صبري الأولى                               | 18 أكتوبر 1961 | 25 مارس 1964   | علي صبري                                                                               |                            |
| شفيق علي الخشن "وزير الزراعة" عبد المحسن أبو النور "وزير الإصلاح الزراعي واستصلاح الأراضي"                                                                              |                                                     | 25 مارس 1964   | 18 يونيو 1967  | علي صبري                                                                               | وزارة علي صبري الثانية     |
| شفيق علي الخشن "وزير الزراعة" عبد المحسن أبو النور "وزير الإصلاح الزراعي واستصلاح الأراضي"                                                                              | وزارة زكريا محيي الدين                              | 25 مارس 1964   | 18 يونيو 1967  | زكريا محيي الدين                                                                       |                            |
| شفيق علي الخشن "وزير الزراعة" عبد المحسن أبو النور "وزير الإصلاح الزراعي واستصلاح الأراضي"                                                                              | وزارة صدقي سليمان                                   | 25 مارس 1964   | 18 يونيو 1967  | محمد صدقي سليمان                                                                       |                            |
| سيد مرعي "وزير الزراعة والإصلاح الزراعي" عبد المحسن أبو النور "وزير استصلاح الأراضي"                                                                                    |                                                     | 19 يونيو 1967  | 5 أغسطس 1967   | وزارة جمال عبد الناصر التاسعة                                                          | جمال عبد الناصر            |
| سيد مرعي | الزراعة والإصلاح الزراعي واستصلاح الأراضي           | 5 أغسطس 1967   | 20 مارس 1968   | وزارة جمال عبد الناصر التاسعة                                                          | جمال عبد الناصر            |
| سيد مرعي "وزير الزراعة والإصلاح الزراعي" محمد بكر أحمدر "وزير استصلاح الأراضي"                                                                                          |                                                     | 20 مارس 1968   | 14 مايو 1971   | وزارة جمال عبد الناصر العاشرة                                                          | جمال عبد الناصر            |
| سيد مرعي "وزير الزراعة والإصلاح الزراعي" محمد بكر أحمدر "وزير استصلاح الأراضي"                                                                                          | وزارة محمود فوزي الأولى                             | 20 مارس 1968   | 14 مايو 1971   | محمود فوزي                                                                             |                            |
| سيد مرعي "وزير الزراعة والإصلاح الزراعي" محمد بكر أحمدر "وزير استصلاح الأراضي"                                                                                          | وزارة محمود فوزي الثانية                            | 20 مارس 1968   | 14 مايو 1971   | محمود فوزي                                                                             |                            |
| سيد مرعي | الزراعة والإصلاح الزراعي واستصلاح الأراضي           | 14 مايو 1971   | 17 يناير 1972  | محمود فوزي                                                                             | وزارة محمود فوزي الثالثة   |
| سيد مرعي | الزراعة والإصلاح الزراعي واستصلاح الأراضي           | 14 مايو 1971   | 17 يناير 1972  | محمود فوزي                                                                             | وزارة محمود فوزي الرابعة   |
| مصطفى الجبلي | الزراعة واستصلاح الأراضي                            | 17 يناير 1972  | 26 مارس 1973   | وزارة عزيز صدقي                                                                        | عزيز صدقي                  |
| عثمان عدلي بدران | الدولة لاستصلاح الأراضي                             | 17 يناير 1972  | 26 مارس 1973   | وزارة عزيز صدقي                                                                        | عزيز صدقي                  |
| محمد محب محمد زكي | الزراعة والإصلاح الزراعي                            | 27 مارس 1973   | 25 أبريل 1974  | وزارة أنور السادات الأولى                                                              | محمد أنور السادات          |
| عثمان عدلي بدران | استصلاح الأراضي                                     | 27 مارس 1973   | 25 أبريل 1974  | وزارة أنور السادات الأولى                                                              | محمد أنور السادات          |
| محمد محب محمد زكي | الزراعة واستصلاح الأراضي                            | 25 أبريل 1974  | 25 سبتمبر 1974 | وزارة أنور السادات الثانية                                                             | محمد أنور السادات          |
| محمود عبد الآخر | الزراعة واستصلاح الأراضي                            | 25 سبتمبر 1974 | 16 أبريل 1975  | وزارة عبد العزيز حجازي                                                                 | عبد العزيز حجازي           |
| عثمان عدلي بدران | الزراعة                                             | 16 أبريل 1975  | 19 مارس 1976   | وزارة ممدوح سالم الأولى                                                                | ممدوح سالم                 |
| عبد العظيم أبو العطا "الزراعة والري" عبد العزيز حسين "الدولة للزراعة"                                                                                                   |                                                     | 19 مارس 1976   | 3 فبراير 1977  | وزارة ممدوح سالم الثانية                                                               | ممدوح سالم                 |
| عبد العظيم أبو العطا "الزراعة والري" عبد العزيز حسين "الدولة للزراعة"                                                                                                   | وزارة ممدوح سالم الثالثة                            | 19 مارس 1976   | 3 فبراير 1977  |                                                                                        | ممدوح سالم                 |
| إبراهيم شكري "الزراعة" عبد العزيز حسين "الدولة للزراعة" |                                                     | 3 فبراير 1977  | 4 أكتوبر 1977  | وزارة ممدوح سالم الثالثة                                                               | ممدوح سالم                 |
| إبراهيم شكري | الزراعة                                             | 4 أكتوبر 1977  | 26 أكتوبر 1977 | وزارة ممدوح سالم الثالثة                                                               | ممدوح سالم                 |
| إبراهيم شكري | الزراعة والإصلاح الزراعي والتنمية الريفية           | 26 أكتوبر 1977 | 9 مايو 1978    | وزارة ممدوح سالم الرابعة                                                               | ممدوح سالم                 |
| عبد العظيم أبو العطا | الري واستصلاح الأراضي                               | 26 أكتوبر 1977 | 9 مايو 1978    | وزارة ممدوح سالم الرابعة                                                               | ممدوح سالم                 |
| محمود محمد داوود | الزراعة                                             | 9 مايو 1978    | 5 أكتوبر 1978  | وزارة ممدوح سالم الخامسة                                                               | ممدوح سالم                 |
| إبراهيم شكري | استصلاح الأراضي                                     | 9 مايو 1978    | 5 أكتوبر 1978  | وزارة ممدوح سالم الخامسة                                                               | ممدوح سالم                 |
| محمود محمد داوود "الزراعة" توفيق حامد كرارة "استصلاح الأراضي" |                                                     | 5 أكتوبر 1978  | 14 مايو 1980   | وزارة مصطفى خليل الأولى                                                                | مصطفى خليل                 |
| محمود محمد داوود "الزراعة" توفيق حامد كرارة "استصلاح الأراضي" | وزارة مصطفى خليل الثانية                            | 5 أكتوبر 1978  | 14 مايو 1980   |                                                                                        | مصطفى خليل                 |
| محمود محمد داوود "الدولة للزراعة والأمن الغذائي" حسب الله الكفراوي "التعمير والإسكان واستصلاح الأراضي"                                                                  |                                                     | 14 مايو 1980   | 3 يناير 1982   | وزارة أنور السادات الثالثة                                                             | محمد أنور السادات          |
| محمود محمد داوود "الدولة للزراعة والأمن الغذائي" حسب الله الكفراوي "التعمير والإسكان واستصلاح الأراضي"                                                                  | وزارة حسني مبارك                                    | 14 مايو 1980   | 3 يناير 1982   | محمد حسني مبارك                                                                        |                            |
| يوسف والي "الدولة للزراعة والأمن الغذائي" حسب الله الكفراوي "التعمير والإسكان واستصلاح الأراضي"                                                                         |                                                     | 3 يناير 1982   | 5 يونيو 1984   | وزارة فؤاد محيي الدين الأولى                                                           | أحمد فؤاد محيي الدين       |
| يوسف والي "الدولة للزراعة والأمن الغذائي" حسب الله الكفراوي "التعمير والإسكان واستصلاح الأراضي"                                                                         | وزارة فؤاد محيي الدين الثانية                       | 3 يناير 1982   | 5 يونيو 1984   |                                                                                        | أحمد فؤاد محيي الدين       |
| يوسف والي "الدولة للزراعة والأمن الغذائي" حسب الله الكفراوي "التعمير والمجتمعات الجديدة واستصلاح الأراضي"                                                               |                                                     | 16 يوليو 1984  | 9 نوفمبر 1986  | وزارة كمال حسن علي                                                                     | كمال حسن علي               |
| يوسف والي "الدولة للزراعة والأمن الغذائي" حسب الله الكفراوي "التعمير والمجتمعات الجديدة واستصلاح الأراضي"                                                               | وزارة علي لطفي                                      | 16 يوليو 1984  | 9 نوفمبر 1986  | علي لطفي                                                                               |                            |
| يوسف والي | الزراعة والأمن الغذائي                              | 11 نوفمبر 1986 | 9 يوليو 2004   | وزارة عاطف صدقي الأولى                                                                 | عاطف صدقي                  |
| يوسف والي | الزراعة والأمن الغذائي واستصلاح الأراضي             | 11 نوفمبر 1986 | 9 يوليو 2004   | وزارة عاطف صدقي الثانية                                                                | عاطف صدقي                  |
| يوسف والي | الزراعة والثروة الحيوانية والسمكية واستصلاح الأراضي | 11 نوفمبر 1986 | 9 يوليو 2004   | وزارة عاطف صدقي الثالثة                                                                | عاطف صدقي                  |
| يوسف والي | الزراعة واستصلاح الأراضي                            | 11 نوفمبر 1986 | 9 يوليو 2004   | وزارة كمال الجنزوري الأولى                                                             | كمال الجنزوري              |
| يوسف والي | الزراعة واستصلاح الأراضي                            | 11 نوفمبر 1986 | 9 يوليو 2004   | وزارة عاطف عبيد                                                                        | عاطف عبيد                  |
| أحمد عبد المنعم الليثي | الزراعة واستصلاح الأراضي                            | 13 يوليو 2004  | 19 ديسمبر 2005 | وزارة أحمد نظيف الأولى                                                                 | أحمد نظيف                  |
| أمين أباظة | الزراعة واستصلاح الأراضي                            | 30 ديسمبر 2005 | 28 يناير 2011  | وزارة أحمد نظيف الثانية                                                                | أحمد نظيف                  |
| أيمن فريد أبو حديد | الزراعة واستصلاح الأراضي                            | 31 يناير 2011  | 21 يوليو 2011  | وزارة أحمد شفيق                                                                        | أحمد شفيق                  |
| أيمن فريد أبو حديد | الزراعة واستصلاح الأراضي                            | 31 يناير 2011  | 21 يوليو 2011  | وزارة عصام شرف                                                                         | عصام شرف                   |
| صلاح يوسف فرج | الزراعة واستصلاح الأراضي                            | 21 يوليو 2011  | 21 نوفمبر 2011 | وزارة عصام شرف                                                                         | عصام شرف                   |
| محمد رضا إسماعيل | الزراعة واستصلاح الأراضي                            | 7 ديسمبر 2011  | 25 يونيو 2012  | وزارة كمال الجنزوري الثانية                                                            | كمال الجنزوري              |
| صلاح عبد المؤمن | الزراعة واستصلاح الأراضي                            | 2 أغسطس 2012   | 7 مايو 2013    | وزارة هشام قنديل                                                                       | هشام قنديل                 |
| أحمد الجيزاوي | الزراعة واستصلاح الأراضي                            | 7 مايو 2013    | 8 يوليو 2013   | وزارة هشام قنديل                                                                       | هشام قنديل                 |
| أيمن فريد أبو حديد | الزراعة واستصلاح الأراضي                            | 16 يوليو 2013  | 9 يونيو 2014   | وزارة حازم الببلاوي                                                                    | حازم الببلاوي              |
| أيمن فريد أبو حديد | الزراعة واستصلاح الأراضي                            | 16 يوليو 2013  | 9 يونيو 2014   | وزارة إبراهيم محلب الأولى                                                              | إبراهيم محلب               |
| عادل البلتاجي | الزراعة واستصلاح الأراضي                            | 16 يونيو 2014  | 5 مارس 2015    | وزارة إبراهيم محلب الثانية                                                             | إبراهيم محلب               |
| صلاح الدين هلال | الزراعة واستصلاح الأراضي                            | 5 مارس 2015    | 7 سبتمبر 2015  | وزارة إبراهيم محلب الثانية                                                             | إبراهيم محلب               |
| عصام عثمان فايد | الزراعة واستصلاح الأراضي                            | 19 سبتمبر 2015 | 16 فبراير 2017 | وزارة شريف إسماعيل                                                                     | شريف إسماعيل               |
| عبد المنعم عبد الودود البنا | الزراعة واستصلاح الأراضي                            | 16 فبراير 2017 | 5 يونيو 2018   | وزارة شريف إسماعيل                                                                     | شريف إسماعيل               |
| عز الدين عمر أبو ستيت | الزراعة واستصلاح الأراضي                            | 14 يونيو 2018  | 22 ديسمبر 2019 | وزارة مصطفى مدبولي الأولى                                                              | مصطفى مدبولي               |
| السيد مرزوق القصير | الزراعة واستصلاح الأراضي                            | 22 ديسمبر 2019 | 3 يونيو 2024   | وزارة مصطفى مدبولي الأولى                                                              | مصطفى مدبولي               |
| علاء الدين فاروق | الزراعة واستصلاح الأراضي                            | 3 يوليو 2024   | حتى الآن       | وزارة مصطفى مدبولي الثانية                                                             | مصطفى مدبولي               |